# Pelé (documentário)
Pelé é um filme documentário brasileiro da Netflix, que estreou em 23 de fevereiro de 2021.

## Enredo
O documentário retrata o surgimento do "Rei do Futebol", apelido de Edson Arantes do Nascimento, e sua jornada até a conquista do título da Copa do Mundo de 1970, além de trazer o olhar emocionado do ídolo mundial do futebol em relação à sua carreira e sua vida.

## Produção
A direção ficará a cargo de Ben Nicholas e David Tryhorn. A dupla foi a responsável pela produção do documentário "Tudo ou Nada: Seleção Brasileira", contando a história da conquista da Copa América de 2019 com imagens exclusivas e acesso aos bastidores. Outras obras incluem "Kenny", sobre o ex-jogador Kenny Dalglish, e "Crossing the Line", sobre o ex-atleta olímpico Danny Harris.
Já a produção executiva será de Kevin MacDonald, diretor dos documentários "Marley" e "Whitney", contando a história de dois dos maiores músicos de suas gerações, bem como o aclamado "One Day in September", vencedor do Oscar de Melhor Documentário em 1999.
O documentário também inclui raras cenas de arquivo e declarações de ex-companheiros de Santos e da Seleção, como Zagallo, Amarildo e Jairzinho, além de depoimentos inéditos de familiares, jornalistas, artistas e outras personalidades que viveram a época de ouro do futebol brasileiro.